# Егей
Егей (на старогръцки: Αἰγεύς) е древногръцки митически цар на Атина, баща на героя Тезей.
Егей властва дълго над Атина, но тъй като е бездетен се опасява, че наследниците на по-младия му брат Палант – Палантидите – ще му отнемат властта. Измъчван от тези мисли и бездетието си, той отива в прорицалището на Аполон в Делфи. Предсказанието, дадено му от прорицателката Пития гласи, че Егей не трябва да влиза във връзка с жена, докато не се прибере в Атина, но Егей не успява да го разбере.
На връщане към Атина, той спира в Тройзена да си почине при тамошния владетел Питей. Разказва на Питей за неясното предсказание и тройзенския цар, известен с мъдростта си, проумява думите на пророчицата. Но Питей не разкрива загадката на Егей, а го напива и го вкарва в ложето на дъщеря си Етра, която същата нощ е обладана и от Посейдон и зачева дете. На сутринта Егей, разбрал какво е сторил, бърза да напусне града, но заклева Етра, ако роди момче да го отгледа в тайна, без да му съобщава името на бащата. При това скрива под огромен камък меча и сандалите си и заръчва на Етра, когато момчето стане достатъчно силно да повдигне скалата, да вземе оставеното и да се отправи към Атина.
След завръщането си в града Егей поставя началото на Панатенейските игри. След време при него пристига синът му Тезей, изпълнил заръката оставена на майка му Етра. По това време жена на Егей е магьосницата Медея. Въпреки че Тезей не се открива веднага на баща си, Медея разпознава в него Егеев син и решва да го погуби. Придумва Егей да поднесе по време на пир чаша отрова на Тезей, но изпълнявайки заръката ѝ, Егей разпознава меча и сандалите си. Чашата с отрова е разлята, а Медея е прокудена.
Скоро след пристигането на Тезей в Атина, Егеевият син заминава за остров Крит в числото на четиринайсетте младежи (седем юноши и седем девойки), които Атина ежегодно плащала като кръвен данък на Крит. Тъй като целта на Тезей е да убие кръвожадния Минотавър, чиято „плячка“ ставали младежите, то той се уговаря с баща си Егей в случай на успех да смени черните платна на кораба (в знак на нещастието, сполетяло атиняните), с който пътува, с бели. Тезей успява да убие чудовището и да спаси младежите, но влюбен в Ариадна – дъщерята на критския цар Минос, чиято любов успява да спечели, – той забравя за уговорката с баща си и платната на корба остават черни. Виждайки отдалеч кораба с черните платна, без да дочака пристигането му в пристанището, Егей, обезумял от скръб, се хвърля от високите скали в морето. Оттогава това море носи неговото име и се нарича Егейско море.

1. ↑  Библиотека.